# Mirzə Fətəli Axundov
Mirzə Fətəli Axundov (rus: Мирза́ Фатали́ Аху́ндов, Mirzà Fatalí Akhúndov) també conegut com a Mirza Fath-Ali Akhundzade (persa: میرزا فتحعلی آخوندزاده) (Shaki, 12 de juliol de 1812 - Tbilisi, 10 de març de 1878) fou el primer escriptor de peces de teatre originals en llengua àzeri.
Entre la seva producció destaquen sis obres de teatre, totes elles comèdies:
- Hekayəti Molla İbrahim-Xəlil Kimyagər (1850)

- Hekayəti Müsyö Jordan Həkimi-Nəbatat və Dərviş Məstəli Şah Cadükuni Məşhur (1850)
- Sərgüzəşti-vəziri-xani-Lənkəran (1850)
- Hekayəti Xırsi-Quldurbasan (1851)
- Sərgüzəşti Mərdi-Xəsis (Hacı Qara) (1852)
- Mürafiə vəkillərinin hekayəti (1855)